# Кристиансун БК
Кристиансун Болклуб (на норвежки: Kristiansund Ballklubb) е норвежки футболен клуб, базиран в едноименния град Кристиансун. Играе мачовете си на стадион „Кристиансун“ с капацитет 4444 зрители.

## История
Клубът е основан през 2003 година след сливането на два отбора от Кристиансун: „Кристиансун ФК“ и „Клаусененген ФК“.

## Успехи
- Типелиген
  - 5-о (1): 2018
- Купа на Норвегия
  - 1/4 финал (1): 2017
- 1 дивизия (2 ниво)
  -  Шампион (1): 2016
- 2 дивизия (3 ниво)
  -  Шампион (1): 2012